# 雅克琳·伯尔纳
雅克琳·伯尔纳（德語：Jacqueline Börner，1965年3月30日—），德国女子速度滑冰运动员。她在四岁时开始练习田径，十岁时改练速度滑冰。1992年冬季奥运会，她代表德国获得女子1500米项目的金牌。